# 토도로키 유키코

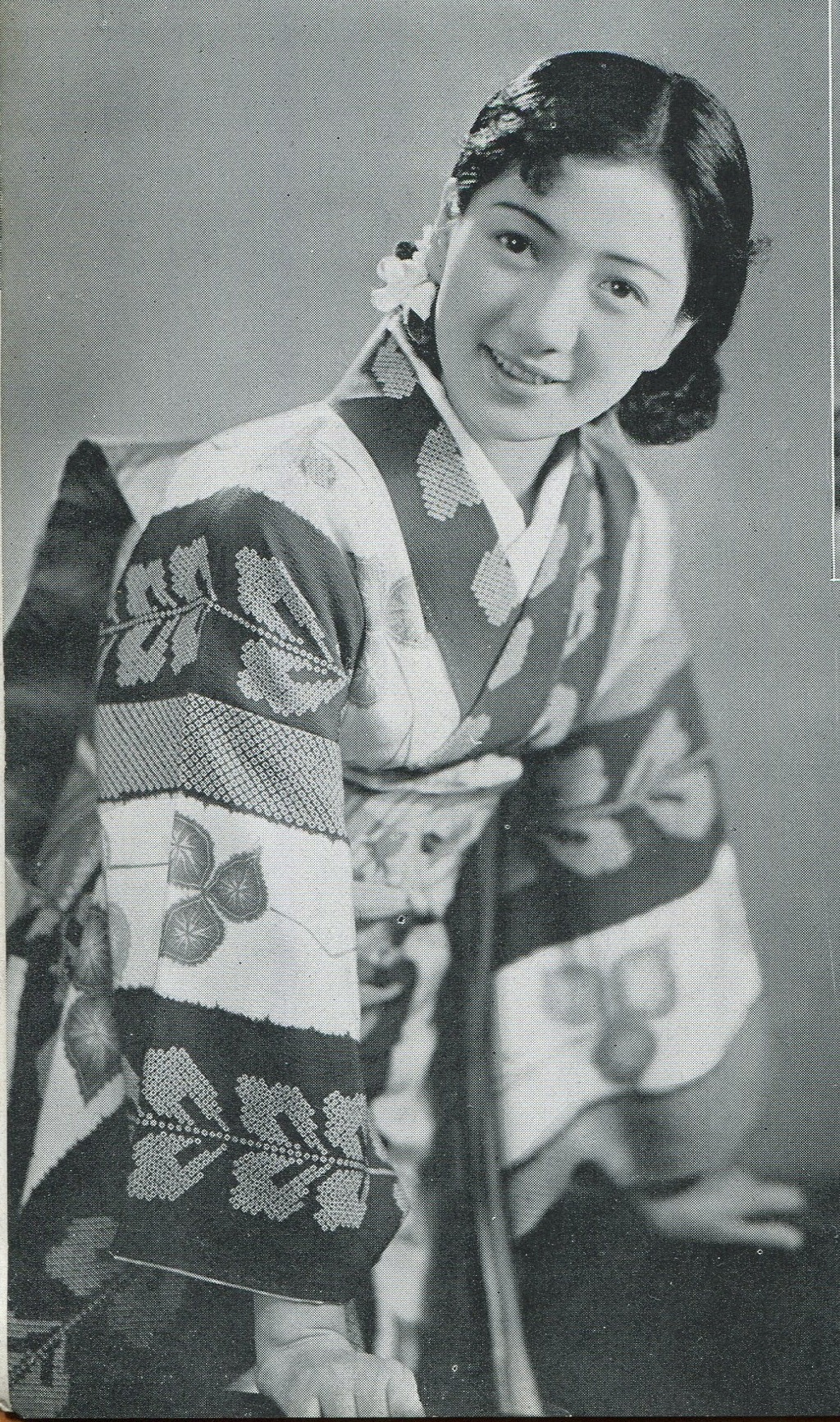
토도로키 유키코

토도로키 유키코(轟 夕起子, 1917년 9월 11일 ~ 1967년 5월 11일)는 일본의 배우이다. 아자부에서 태어났으며 고마에시에서 사망하였다. 다카라즈카 가극단 21기생 출신이다.

## 영화
- 그 녀석과 나 (1961년)
- 스자키 파라다이스 적신호 (1956년)
- 청춘괴담 (1955년)
- 무사시노 부인 (1951년)
- 7개의 얼굴 (1946년)
- 필승가 (1945년)
- 스가타 산시로 2 (1945년)
- 스가타 산시로 (1943년)

## 같이 보기
- 다카라즈카 가극단
- 닛카쓰
- 도호